# バーデン内閣

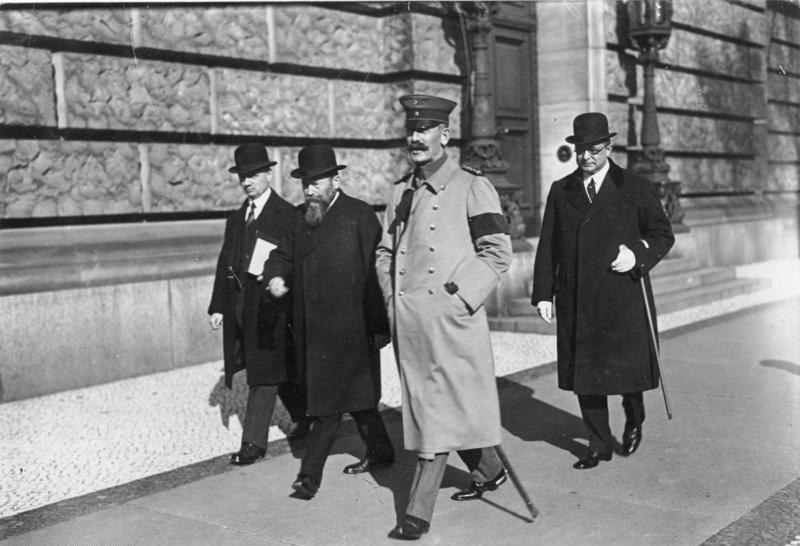
帝国議会へと向かうマックス・フォン・バーデン宰相、フォン・パイアー副宰相 (左から2番目)、エアハルト・エドゥアルト・ドイテルモーザー (左、帝国宰相報道官)、ヴィルヘルム・フォン・ラドヴィッツ (右、宰相官邸官房長) 1918年10月撮影

バーデン内閣(バーデンないかく、ドイツ語: Kabinett Baden)は、ドイツ帝国最後の内閣。1918年10月4日、前日に皇帝ヴィルヘルム2世によって帝国宰相に任じられたマクシミリアン・フォン・バーデン (バーデン大公子マックス)によって組閣された。帝国史上初の社会民主党員が入閣した内閣である。10月下旬に帝国憲法が改正され、宰相と政府は皇帝だけでなく帝国議会にも責任を負うこととなった:6。
1918年11月9日、ドイツ革命の流れの中でバーデン大公子が宰相職を辞任し、それによって内閣は総辞職となった。ドイツ社会民主党のフリードリヒ・エーベルトが後を継いだ:83–90。

## 閣僚
出典
| 役職                          | 画像 | 大臣                                                                       | 所属 | 所属             |
| ----------------------------- | ---- | -------------------------------------------------------------------------- | ---- | ---------------- |
| 帝国宰相 (プロイセン王国宰相) |      | マクシミリアン・フォン・バーデン大公子                                     |      | 無所属           |
| 副宰相                        |      | フリードリヒ・フォン・パイアー                                             |      | 進歩人民党       |
| 帝国外務大臣                  |      | ヴィルヘルム・ゾルフ                                                       |      | 無所属リベラル   |
| 帝国内務大臣                  |      | マックス・ヴァルラフ (10月6日まで)                                         |      | 無所属保守派     |
| 帝国内務大臣                  |      | カール・トリムボルン                                                       |      | 中央党           |
| 帝国司法庁長官                |      | パウル・フォン・クラウゼ                                                   |      | 無所属           |
| 帝国海軍大臣                  |      | エドゥアルト・フォン・カペレ海軍大将 (10月7日まで)                         |      | 無所属           |
| 帝国海軍大臣                  |      | パウル・ベーンケ海軍大将                                                   |      | 無所属           |
| 帝国経済大臣                  |      | ハンス・カール・フォン・シュタイン・ツー・ノルト・ウント・オストハイム男爵 |      | 無所属           |
| 帝国食糧大臣                  |      | ヴィルヘルム・フォン・ヴァルドウ                                           |      | 無所属保守派     |
| 帝国労働大臣                  |      | グスタフ・バウアー                                                         |      | ドイツ社会民主党 |
| 帝国郵政大臣                  |      | オットー・リュドリン                                                       |      | 無所属           |
| 帝国財務大臣                  |      | ジークフリート・フォン・レーデルン伯爵                                     |      | 無所属           |
| 帝国植民地大臣                |      | ヴィルヘルム・ゾルフ                                                       |      | 無所属リベラル   |
| 無任所大臣                    |      | フィリップ・シャイデマン                                                   |      | 社会民主党       |
| 無任所大臣                    |      | マティアス・エルツベルガー                                                 |      | 中央党           |
| 無任所大臣                    |      | アドルフ・グレーバー                                                       |      | 中央党           |
| 無任所大臣                    |      | コンラート・ハウスマン (10月4日以降)                                       |      | 進歩人民党       |